# Schefflera stellulata
Schefflera stellulata är en araliaväxtart som beskrevs av Elmer Drew Merrill. Schefflera stellulata ingår i släktet Schefflera och familjen araliaväxter. Inga underarter finns listade.